# Hippocampus fisheri
Hippocampus fisheri é uma espécie de peixe da família Syngnathidae.
Pode ser encontrada nos seguintes países: possivelmente Austrália, nos Estados Unidos da América e possivelmente em Nova Caledónia.